# プリメーラ・ディビシオン (チリ)
プリメーラ・ディビシオン（Primera División）は、チリにおける最上位のサッカーリーグである。16チームが参加している。アソシアシオン・ナシオナル・デ・フットボル・プロフェシオナル（Asociación Nacional de Fútbol Profesional、ANFP）によって組織されている。2009年にはIFFHSによって世界第9位のサッカーリーグに選出された。イタウが後援しているため、公式なリーグ名はカンペオナート・イタウ（Campeonato Itaú）となっている。

## 大会方式
2017シーズン以降は暦年・1シーズン制（2回戦総当り）を採用している。

### 過去の大会形式
プリメーラ・ディビシオン・メヒカーナの形式に似ており、チリにおけるプリメーラ・ディビシオンは18クラブが参加する。1月頃から6月頃にかけてアペルトゥーラ（Apertura、前期リーグ）が、7月頃から12月頃にかけてクラウスーラ（Clausura、後期リーグ）が、それぞれラウンドロビン（1回戦総当たり）方式で行われる。前後期リーグはレギュラーシーズンと呼ばれ、それぞれのレギュラーシーズン終了後にはプレーオフが行われる。レギュラーシーズンの成績上位8クラブが2レグ制によるトーナメント戦を戦い、前後期それぞれで優勝クラブが決定される。伝統的にチリのリーグ方式は1年間を1単位とし、前後期のリーグ戦の他にカップ戦を行っているが、2002年にメキシコリーグの形式を採用するまで、参加クラブ数やリーグ形式は毎年のように変更されていた。

### 昇降格と国際大会出場権
プリメーラB（2部）との間で昇降格が行われる。現在の形式では、下位2クラブがプリメーラBに降格する。
上位3クラブは自動的に翌年のコパ・リベルタドーレス出場権を獲得する。チリに対して同大会の出場権は4枠を与えられているが、最後の枠はコパ・チレを制したクラブに与えられる。コパ・スダメリカーナの出場権もチリは4枠を与えられており、コパ・リベルタドーレスの出場権を得ていないクラブの中で、シーズン成績が良い順に与えられる。

## リーグ名の変遷
| 年        | スポンサー    |
| --------- | ------------- |
| 1933-1992 | なし          |
| 1993-2009 | Banco Estado  |
| 2010-2013 | Petrobras     |
| 2014-2018 | Scotiabank    |
| 2019-2022 | AFP PlanVital |
| 2023      | Betsson       |
| 2024-現在 | Itaú          |

## 2023シーズン所属クラブ
| クラブ名                     | ホームタウン         | ホームスタジアム                                 | 収容人数 |
| ---------------------------- | -------------------- | ------------------------------------------------ | -------- |
| アウダックス・イタリアーノ   | サンティアゴ         | ビセンテナリオ・デ・ラ・フロリダ                 | 12,000   |
| コブレサル                   | エルサルバドル       | エル・コブレ                                     | 12,000   |
| コロコロ                     | サンティアゴ         | モヌメンタル・ダビド・アレジャーノ               | 47,347   |
| コキンボ・ウニド             | コキンボ             | フランシスコ・サンチェス・ルモローソ             | 18,750   |
| クリコ・ウニド               | クリコ               | ラ・グランハ                                     | 8,000    |
| デポルテス・アントファガスタ | アントファガスタ     | レヒオナル・デ・アントファガスタ                 | 21,178   |
| デポルテス・ラ・セレナ       | ラ・セレナ           | ラ・ポルターダ                                   | 18,243   |
| デポルテス・メリピージャ     | メリピージャ         | ムニシパル・ロベルト・ブラーボ・サンティバニェス | 6,500    |
| エベルトン                   | ビニャ・デル・マール | サウサリート                                     | 22,360   |
| ウアチパト                   | タルカワノ           | CAP                                              | 10,500   |
| ニュブレンセ                 | チヤン               | ムニシパル・ネルソン・オヤルスン・アレナス       | 12,000   |
| オヒギンス                   | ランカグア           | エル・テニエンテ                                 | 13,849   |
| パレスティーノ               | サンティアゴ         | ムニシパル・デ・ラ・システルナ                   | 8,000    |
| ウニオン・エスパニョーラ     | サンティアゴ         | サンタ・ラウラ＝ウニベルシダSEK                  | 19,000   |
| ウニオン・ラ・カレーラ       | カレーラ             | ムニシパル・ニコラス・チャウアン・ナサル         | 9,200    |
| ウニベルシダ・カトリカ       | サンティアゴ         | サン・カルロス・デ・アポキンド                   | 20,249   |
| ウニベルシダ・デ・チレ       | サンティアゴ         | ナシオナル・フリオ・マルティネス・パラダノス     | 48,665   |

## 歴代大会結果
Aはアペルトゥーラ（前期リーグ）、Cはクラウスーラ（後期リーグ）、Tはトランシシオン。
| シーズン | シーズン | 優勝                       | 優勝回数 | 準優勝                           | 3位                              | 得点王 |
| -------- | -------- | -------------------------- | -------- | -------------------------------- | -------------------------------- | --- |
| 1933     | 1933     | マガジャネス               | 1        | コロコロ                         | バドミントンFC                   | ルイス・カルバージョ (コロコロ; 9 得点) |
| 1934     | 1934     | マガジャネス               | 2        | A・イタリアーノ                  | コロコロ                         | カルロス・ヒウドゥセ (A・イタリアーノ; 19 得点) |
| 1935     | 1935     | マガジャネス               | 3        | A・イタリアーノ                  | バドミントンFC                   | アウレリオ・ドミンゲス (コロコロ; 12 得点) ギジェルモ・オガス (マガジャネス; 12 得点)                                                                              |
| 1936     | 1936     | A・イタリアーノ            | 1        | マガジャネス                     | コロコロ                         | エルナン・ボラニョス (A・イタリアーノ; 14 得点) |
| 1937     | 1937     | コロコロ                   | 1        | マガジャネス                     | ウニオン・エスパニョーラ         | エルナン・ボラニョス (A・イタリアーノ; 16 得点) |
| 1938     | 1938     | マガジャネス               | 4        | A・イタリアーノ                  | コロコロ                         | グスタボ・ピサーロ (バドミントンFC; 17 得点) |
| 1939     | 1939     | CSDコロコロ                | 2        | サンティアゴ・モーニング         | A・イタリアーノ                  | アルフォンソ・ドミンゲス (コロコロ; 32 得点) |
| 1940     | 1940     | ウニベルシダ・デ・チレ     | 1        | A・イタリアーノ                  | S・ナシオナル                    | ビクトル・アロンソ (ウニベルシダ・デ・チレ; 20 得点) ペドロ・バレンスエラ (マガジャネス; 20 得点)                                                                  |
| 1941     | 1941     | コロコロ                   | 3        | サンティアゴ・モーニング         | A・イタリアーノ                  | ホセ・プロフェッタ (S・ナシオナル; 19 得点) |
| 1942     | 1942     | サンティアゴ・モーニング   | 1        | マガジャネス                     | コロコロ                         | ドミンゴ・ロモ (サンティアゴ・モーニング; 16 得点) |
| 1943     | 1943     | ウニオン・エスパニョーラ   | 1        | コロコロ                         | マガジャネス                     | ルイス・マチューカ (ウニオン・エスパニョーラ; 17 得点) ビクトル・マンシージャ (ウニベルシダ・カトリカ; 17 得点)                                                    |
| 1944     | 1944     | コロコロ                   | 4        | A・イタリアーノ                  | マガジャネス                     | フアン・アルカンタラ (A・イタリアーノ; 19 得点) アルフォンソ・ドミンゲス (コロコロ; 19 得点)                                                                       |
| 1945     | 1945     | CDグリーン・クロス         | 1        | ウニオン・エスパニョーラ         | ウニベルシダ・デ・チレ           | ウバルド・クルチェ (ウニベルシダ・デ・チレ; 17 得点) ウーゴ・ヒオルヒ (A・イタリアーノ; 17 得点) フアン・サラテ (CDグリーン・クロス; 17 得点)                      |
| 1946     | 1946     | A・イタリアーノ            | 2        | マガジャネス                     | ウニベルシダ・デ・チレ           | ウバルド・クルチェ (ウニベルシダ・デ・チレ; 25 得点) |
| 1947     | 1947     | コロコロ                   | 5        | A・イタリアーノ                  | ウニベルシダ・デ・チレ           | アポロニデス・ベラ (S・ナシオナル; 17 得点) |
| 1948     | 1948     | A・イタリアーノ            | 3        | ウニオン・エスパニョーラ         | コロコロ                         | フアン・サラテ (A・イタリアーノ; 22 得点) |
| 1949     | 1949     | ウニベルシダ・カトリカ     | 1        | サンティアゴ・ワンダラーズ       | A・イタリアーノ                  | マリオ・ロルカ (ウニオン・エスパニョーラ; 20 得点) |
| 1950     | 1950     | エベルトン                 | 1        | ウニオン・エスパニョーラ         | コロコロ                         | フェリクス・ディアス (CDグリーン・クロス; 21 得点) |
| 1951     | 1951     | ウニオン・エスパニョーラ   | 2        | A・イタリアーノ                  | コロコロ                         | ルベン・アギレラ (サンティアゴ・モーニング; 21 得点) カルロス・トジェ (A・イタリアーノ; 21 得点)                                                                   |
| 1952     | 1952     | エベルトン                 | 2        | コロコロ                         | フェッロバドミントン             | レネ・メレンデス (エベルトン; 30 得点) |
| 1953     | 1953     | コロコロ                   | 6        | CDパレスティーノ                 | A・イタリアーノ                  | ホルヘ・ロブレド (CSDコロコロ; 26 得点) |
| 1954     | 1954     | ウニベルシダ・カトリカ     | 2        | コロコロ                         | A・イタリアーノ                  | ホルヘ・ロブレド (コロコロ; 25 得点) |
| 1955     | 1955     | CDパレスティーノ           | 1        | コロコロ                         | ウニベルシダ・デ・チレ           | ニコラス・モレノ (CDグリーン・クロス; 27 得点) |
| 1956     | 1956     | コロコロ                   | 7        | サンティアゴ・ワンダラーズ       | CSDランヘルス                    | ギジェルモ・ビジャロエル (CDオヒギンス; 19 得点) |
| 1957     | 1957     | A・イタリアーノ            | 4        | ウニベルシダ・デ・チレ           | CDパレスティーノ                 | グスタボ・アルベージャ (CDグリーン・クロス; 27 得点) |
| 1958     | 1958     | サンティアゴ・ワンダラーズ | 1        | コロコロ                         | デポルテス・ラ・セレーナ         | グスタボ・アルベージャ (CDグリーン・クロス; 23 得点) カルロス・ベルデホ (デポルテス・ラ・セレーナ; 23 得点)                                                        |
| 1959     | 1959     | ウニベルシダ・デ・チレ     | 2        | コロコロ                         | サンティアゴ・ワンダラーズ       | ホセ・ベニート・リオス (CDオヒギンス; 22 得点) |
| 1960     | 1960     | コロコロ                   | 8        | サンティアゴ・ワンダラーズ       | ウニベルシダ・デ・チレ           | フアン・ファルコン (CDパレスティーノ; 21 得点) |
| 1961     | 1961     | ウニベルシダ・カトリカ     | 3        | ウニベルシダ・デ・チレ           | コロコロ                         | カルロス・カンポス (ウニベルシダ・デ・チレ; 24 得点) オノリーノ・ランダ (ウニオン・エスパニョーラ; 24 得点)                                                        |
| 1962     | 1962     | ウニベルシダ・デ・チレ     | 3        | ウニベルシダ・カトリカ           | コロコロ                         | カルロス・カンポス (ウニベルシダ・デ・チレ; 34 得点) |
| 1963     | 1963     | コロコロ                   | 9        | ウニベルシダ・デ・チレ           | デポルテス・ラ・セレーナ         | ルイス・エルナン・アルバレス (コロコロ; 37 得点) |
| 1964     | 1964     | ウニベルシダ・デ・チレ     | 4        | ウニベルシダ・カトリカ           | サンティアゴ・ワンダラーズ       | ダニエル・エスクデロ (エベルトン; 25 得点) |
| 1965     | 1965     | ウニベルシダ・デ・チレ     | 5        | ウニベルシダ・カトリカ           | CSDランヘルス                    | エクトル・スカンドーリ (CSDランヘルス; 25 得点) |
| 1966     | 1966     | ウニベルシダ・カトリカ     | 4        | コロコロ                         | サンティアゴ・ワンダラーズ       | カルロス・カンポス (ウニベルシダ・デ・チレ; 21 得点) フェリペ・バラカモンテ (U・サン・フェリペ; 21 得点)                                                           |
| 1967     | 1967     | ウニベルシダ・デ・チレ     | 6        | ウニベルシダ・カトリカ           | コロコロ                         | エラディオ・サラテ (ウニオン・エスパニョーラ; 28 得点) |
| 1968     | 1968     | サンティアゴ・ワンダラーズ | 2        | ウニベルシダ・カトリカ           | ウニベルシダ・デ・チレ           | カルロス・レイノーソ (A・イタリアーノ; 21 得点) |
| 1969     | 1969     | ウニベルシダ・デ・チレ     | 7        | CSDランヘルス                    | CDグリーン・クロス               | エラディオ・サラテ (ウニオン・エスパニョーラ; 22 得点) |
| 1970     | 1970     | コロコロ                   | 10       | ウニオン・エスパニョーラ         | ウニベルシダ・デ・チレ           | オスバルド・カストロ (CDコンセプシオン; 36 得点) |
| 1971     | 1971     | U・サン・フェリペ          | 1        | ウニベルシダ・デ・チレ           | ウニオン・エスパニョーラ         | エラディオ・サラテ (ウニベルシダ・デ・チレ; 25 得点) |
| 1972     | 1972     | コロコロ                   | 11       | ウニオン・エスパニョーラ         | ウニベルシダ・デ・チレ           | フェルナンド・エスピノーサ (マガジャネス; 25 得点) |
| 1973     | 1973     | ウニオン・エスパニョーラ   | 3        | コロコロ                         | CDウアチパト                     | ギジェルモ・ジャバル (ウニオン・エスパニョーラ; 21 得点) |
| 1974     | 1974     | CDウアチパト               | 2        | CDパレスティーノ                 | コロコロ                         | フリオ・クリソスト (コロコロ; 28 得点) |
| 1975     | 1975     | ウニオン・エスパニョーラ   | 4        | CDコンセプシオン                 | CDウアチパト                     | ビクトル・ピサーロ (サンティアゴ・モーニング; 27 得点) |
| 1976     | 1976     | エベルトン                 | 3        | ウニオン・エスパニョーラ         | ウニベルシダ・デ・チレ           | オスカル・ファビアーニ (CDパレスティーノ; 23 得点) |
| 1977     | 1977     | ウニオン・エスパニョーラ   | 5        | エベルトン                       | CDパレスティーノ                 | オスカル・ファビアーニ (CDパレスティーノ; 34 得点) |
| 1978     | 1978     | CDパレスティーノ           | 2        | CDコブレロア                     | CDオヒギンス                     | オスカル・ファビアーニ (CDパレスティーノ; 35 得点) |
| 1979     | 1979     | コロコロ                   | 12       | CDコブレロア                     | ウニオン・エスパニョーラ         | カルロス・カスセリー (コロコロ; 20 得点) |
| 1980     | 1980     | CDコブレロア               | 1        | ウニベルシダ・デ・チレ           | コロコロ                         | カルロス・カスセリー (コロコロ; 26 得点) |
| 1981     | 1981     | CSDコロコロ                | 13       | CDコブレロア                     | ウニベルシダ・デ・チレ           | ビクトル・カブレラ (サン・ルイス・キジョタ; 20 得点) カルロス・カスセリー (コロコロ; 20 得点) ルイス・マルコレータ (マガジャネス; 20 得点)                         |
| 1982     | 1982     | CDコブレロア               | 2        | コロコロ                         | ウニベルシダ・デ・チレ           | ホルヘ・ルイス・シビエロ (CDコブレロア; 18 得点) |
| 1983     | 1983     | コロコロ                   | 14       | CDコブレロア                     | ウニベルシダ・デ・チレ           | ワシントン・オリベラ (CDコブレロア; 29 得点) |
| 1984     | 1984     | ウニベルシダ・カトリカ     | 5        | CDコブレサル                     | ウニオン・エスパニョーラ         | ビクトル・カブレラ (レヒオナル・アタカーマ; 18 得点) |
| 1985     | 1985     | CDコブレロア               | 3        | エベルトン                       | コロコロ                         | イボ・バサイ (マガジャネス; 19 得点) |
| 1986     | 1986     | コロコロ                   | 15       | CDパレスティーノ                 | CDコブレロア                     | セルヒオ・サルガド (CDコブレサル; 18 得点) |
| 1987     | 1987     | ウニベルシダ・カトリカ     | 6        | コロコロ                         | CDコブレロア                     | オスバルド・ウルタード (ウニベルシダ・カトリカ; 21 得点) |
| 1988     | 1988     | CDコブレロア               | 4        | CDコブレサル                     | デポルテス・イキケ               | グスタボ・デ・ルーカ (デポルテス・ラ・セレーナ; 18 得点) フアン・ホセ・オレ (デポルテス・イキケ; 18 得点)                                                          |
| 1989     | 1989     | コロコロ                   | 16       | ウニベルシダ・カトリカ           | CDコブレロア                     | ルベン・マルティネス (CDコブレサル; 25 得点) |
| 1990     | 1990     | コロコロ                   | 17       | ウニベルシダ・カトリカ           | ウニオン・エスパニョーラ         | ルベン・マルティネス (コロコロ; 22 得点) |
| 1991     | 1991     | コロコロ                   | 18       | コキンボ・ウニード               | ウニベルシダ・カトリカ           | ルベン・マルティネス (コロコロ; 23 得点) |
| 1992     | 1992     | CDコブレロア               | 5        | コロコロ                         | ウニベルシダ・カトリカ           | アニバル・ゴンサレス (コロコロ; 24 得点) |
| 1993     | 1993     | コロコロ                   | 19       | CDコブレロア                     | ウニベルシダ・カトリカ           | マリオ・アントニオ・フィゲロア (CDコブレロア; 18 得点) |
| 1994     | 1994     | ウニベルシダ・デ・チレ     | 8        | ウニベルシダ・カトリカ           | CDオヒギンス                     | アルベルト・アコスタ (ウニベルシダ・カトリカ; 33 得点) |
| 1995     | 1995     | ウニベルシダ・デ・チレ     | 9        | ウニベルシダ・カトリカ           | コロコロ                         | ガブリエル・カバジェロ (デポルテス・アントファガスタ; 18 得点) アニバル・ゴンサレス (CDパレスティーノ; 18 得点)                                                    |
| 1996     | 1996     | コロコロ                   | 20       | ウニベルシダ・カトリカ           | CDコブレロア                     | マリオ・ベネル (サンティアゴ・ワンダラーズ; 30 得点) |
| 1997     | A        | ウニベルシダ・カトリカ     | 7        | コロコロ                         | ウニベルシダ・デ・チレ           | ダビド・ビスコンティ (ウニベルシダ・カトリカ; 15 得点) |
| 1997     | C        | コロコロ                   | 21       | ウニベルシダ・カトリカ           | A・イタリアーノ                  | リチャルド・バエス (ウニベルシダ・デ・チレ; 10 得点) ルベン・バジェホス (デポルテス・プエルト・モント; 10 得点)                                                    |
| 1998     | 1998     | コロコロ                   | 22       | ウニベルシダ・デ・チレ           | ウニベルシダ・カトリカ           | ペドロ・ゴンサレス (ウニベルシダ・デ・チレ; 23 得点) |
| 1999     | 1999     | ウニベルシダ・デ・チレ     | 10       | ウニベルシダ・カトリカ           | CDコブレロア                     | マリオ・ヌニェス (CDオヒギンス; 34 得点) |
| 2000     | 2000     | ウニベルシダ・デ・チレ     | 11       | CDコブレロア                     | コロコロ                         | ペドロ・ゴンサレス (ウニベルシダ・デ・チレ; 26 得点) |
| 2001     | 2001     | サンティアゴ・ワンダラーズ | 3        | ウニベルシダ・カトリカ           | ウニベルシダ・デ・チレ           | エクトル・タピア (CSDコロコロ; 24 得点) |
| 2002     | A        | ウニベルシダ・カトリカ     | 8        | CSDランヘルス                    | 該当クラブなし                   | セバスティアン・ゴンサレス (コロコロ; 18 得点) |
| 2002     | C        | コロコロ                   | 23       | ウニベルシダ・カトリカ           | 該当クラブなし                   | マヌエル・ネイラ (コロコロ; 14 得点) |
| 2003     | A        | CDコブレロア               | 6        | コロコロ                         | 該当クラブなし                   | サルバドール・カバニャス (A・イタリアーノ; 18 得点) |
| 2003     | C        | CDコブレロア               | 7        | コロコロ                         | 該当クラブなし                   | グスタボ・ビスカイサク (ウニオン・エスパニョーラ; 21 得点) |
| 2004     | A        | ウニベルシダ・デ・チレ     | 12       | CDコブレロア                     | 該当クラブなし                   | パトリシオ・ガラス (CDコブレロア; 23 得点) |
| 2004     | C        | CDコブレロア               | 8        | ウニオン・エスパニョーラ         | 該当クラブなし                   | パトリシオ・ガラス (CDコブレロア; 19 得点) |
| 2005     | A        | ウニオン・エスパニョーラ   | 6        | コキンボ・ウニード               | 該当クラブなし                   | ホエル・エスタイ (エベルトン; 13 得点) アルバロ・サラビア (デポルテス・プエルト・モント; 13 得点) エクトル・マンシージャ (CDウアチパト; 13 得点)                   |
| 2005     | C        | ウニベルシダ・カトリカ     | 9        | ウニベルシダ・デ・チレ           | 該当クラブなし                   | クリスティアン・モンテシノス (CDコンセプシオン; 13 得点) ゴンサロ・フィエーロ (コロコロ; 13 得点) セサル・ディアス (CDコブレサル; 13 得点)                         |
| 2006     | A        | コロコロ                   | 24       | ウニベルシダ・デ・チレ           | 該当クラブなし                   | ウンベルト・スアソ (コロコロ; 19 得点) |
| 2006     | C        | コロコロ                   | 25       | A・イタリアーノ                  | 該当クラブなし                   | レオナルド・モンヘ (U・コンセプシオン; 17 得点) |
| 2007     | A        | コロコロ                   | 26       | ウニベルシダ・カトリカ           | 該当クラブなし                   | ウンベルト・スアソ (コロコロ; 18 得点) |
| 2007     | C        | コロコロ                   | 27       | U・コンセプシオン                | 該当クラブなし                   | カルロス・ビジャヌエバ (A・イタリアーノ; 20 得点) |
| 2008     | A        | エベルトン                 | 4        | コロコロ                         | 該当クラブなし                   | ルーカス・バリオス (コロコロ; 19 得点) |
| 2008     | C        | コロコロ                   | 28       | CDパレスティーノ                 | 該当クラブなし                   | ルーカス・バリオス (コロコロ; 18 得点) |
| 2009     | A        | ウニベルシダ・デ・チレ     | 13       | ウニオン・エスパニョーラ         | 該当クラブなし                   | エステバン・パレデス (サンティアゴ・モーニング; 17 得点) |
| 2009     | C        | コロコロ                   | 29       | ウニベルシダ・カトリカ           | 該当クラブなし                   | ディエゴ・リバローラ (サンティアゴ・モーニング; 13 得点) |
| 2010     | 2010     | ウニベルシダ・カトリカ     | 10       | コロコロ                         | A・イタリアーノ                  | ミロバン・ミロセヴィッチ (ウニベルシダ・カトリカ; 19 得点) |
| 2011     | A        | ウニベルシダ・デ・チレ     | 14       | ウニベルシダ・カトリカ           | 該当クラブなし                   | マティアス・ウルバーノ (U・サン・フェリペ; 12 得点) |
| 2011     | C        | ウニベルシダ・デ・チレ     | 15       | CDコブレロア                     | 該当クラブなし                   | エステバン・パレデス (コロコロ; 14 得点) |
| 2012     | A        | ウニベルシダ・デ・チレ     | 16       | オヒギンス                       | 該当クラブなし                   | エンソ·グティエレス (オヒギンス; 11 得点) エマニュエル·エレーラ (ウニオン・エスパニョーラ; 11 得点) セバスティアン・ウビジャ (サンティアゴ・ワンデレルス; 11 得点) |
| 2012     | C        | CDウアチパト               | 2        | ウニオン・エスパニョーラ         | 該当クラブなし                   | セバスティアン・サエス (A・イタリアーノ; 13 得点) |
| 2013     | T        | ウニオン・エスパニョーラ   | 7        | ウニベルシダ・カトリカ           | CDコブレロア                     | ハビエル・エリソンド (アントファガスタ; 14 得点) セバスティアン・サエス (A・イタリアーノ; 14 得点)                                                                 |
| 2013-14  | A        | オヒギンス                 | 1        | ウニベルシダ・カトリカ           | ウニオン・エスパニョーラ         | ルシアノ・バスケス (ニュブレンセ; 11 得点) |
| 2013-14  | C        | コロコロ                   | 30       | ウニベルシダ・カトリカ           | オヒギンス                       | エステバン・パレデス (コロコロ; 16 得点) |
| 2014–15  | A        | ウニベルシダ・デ・チレ     | 17       | サンティアゴ・ワンダラーズ       | コロコロ                         | エステバン・パレデス (コロコロ; 12 得点) |
| 2014–15  | C        | コブレサル                 | 1        | コロコロ                         | ウアチパト                       | Jean Paul Pineda (ウニオン・ラ・カレーラ; 11 得点) エステバン・パレデス (コロコロ; 11 得点)                                                                        |
| 2015–16  | A        | コロコロ                   | 31       | ウニベルシダ・カトリカ           | ウニベルシダ・デ・コンセプシオン | Marcos Riquelme (CDパレスティーノ; 11 得点) |
| 2015–16  | C        | ウニベルシダ・カトリカ     | 11       | コロコロ                         | オヒギンス                       | ニコラス・カスティージョ (ウニベルシダ・カトリカ; 11 得点) |
| 2016–17  | A        | ウニベルシダ・カトリカ     | 12       | デポルテス・イキケ               | ウニオン・エスパニョーラ         | ニコラス・カスティージョ (ウニベルシダ・カトリカ; 13 得点) |
| 2016–17  | C        | ウニベルシダ・デ・チレ     | 18       | コロコロ                         | ウニベルシダ・デ・コンセプシオン | フェリペ・モラ (ウニベルシダ・デ・チレ; 13 得点) |
| 2017     | T        | コロコロ                   | 32       | ウニオン・エスパニョーラ         | ウニベルシダ・デ・チレ           | ブライアン・カラスコ (A・イタリアーノ; 10 得点) |
| 2018     | 2018     | ウニベルシダ・カトリカ     | 13       | ウニベルシダ・デ・コンセプシオン | ウニベルシダ・デ・チレ           | エステバン・パレデス (コロコロ; 19 得点) |
| 2019     | 2019     | ウニベルシダ・カトリカ     | 14       | コロコロ                         | CDパレスティーノ                 | Lucas Passerini (CDパレスティーノ; 14 得点) |
| 2020     | 2020     | ウニベルシダ・カトリカ     | 15       | U・カレラ                        | ウニベルシダ・デ・チレ           | フェルナンド・ザンペドリ (ウニベルシダ・カトリカ; 20 得点) |

## 歴代優勝クラブ[7]
優勝経験があるのは16のクラブであり、そのうち11のクラブは2度以上の優勝経験がある。CSDコロコロが最多32回の優勝を誇り、ウニベルシダ・デ・チレ（18回）、ウニベルシダ・カトリカ（14回）が続いている。リーグ連覇を果たした経験があるのはマガジャネス、CDコブレロア、ウニベルシダ・デ・チレ、CSDコロコロ、ウニベルシダ・カトリカの5クラブのみである。最多連覇記録はCSDコロコロ（4連覇、アペルトゥーラ2006からクラウスーラ2007まで）が保持している。優勝回数の多いクラブは、CDコブレロア以外首都サンティアゴに集中している。
| クラブ                           | 優勝回数 | 優勝シーズン |
| -------------------------------- | -------- | --- |
| CSDコロコロ                      | 32       | 1937, 1939, 1941, 1944, 1947, 1953, 1956, 1960, 1963, 1970, 1972, 1979, 1981, 1983, 1986, 1989, 1990, 1991, 1993, 1996, 1997 C, 1998, 2002 C, 2006 A, 2006 C, 2007 A, 2007 C, 2008 C, 2009 C, 2014 C, 2015 A, 2017 T |
| ウニベルシダ・デ・チレ           | 18       | 1940, 1959, 1962, 1964, 1965, 1967, 1969, 1994, 1995, 1999, 2000, 2004 A, 2009 A, 2011 A, 2011 C, 2012 A, 2014 A, 2017 C                                                                                             |
| ウニベルシダ・カトリカ           | 15       | 1949, 1954, 1961, 1966, 1984, 1987, 1997 A, 2002 A, 2005 C, 2010, 2016 C, 2016 A, 2018, 2019, 2020 |
| CDコブレロア                     | 8        | 1980, 1982, 1985, 1988, 1992, 2003A, 2003 C, 2004 C |
| ウニオン・エスパニョーラ         | 7        | 1943, 1951, 1973, 1975, 1977, 2005 A, 2013 T |
| マガジャネス                     | 4        | 1933, 1934, 1935, 1938 |
| アウダス・イタリアーノ           | 4        | 1936, 1946, 1948, 1957 |
| エベルトン・ビニャ・デル・マール | 4        | 1950, 1952, 1976, 2008 A |
| サンティアゴ・ワンダラーズ       | 3        | 1958, 1968, 2001 |
| CDパレスティーノ                 | 2        | 1955, 1978 |
| CDウアチパト                     | 2        | 1974, 2012 C |
| サンティアゴ・モーニング         | 1        | 1942 |
| CDグリーン・クロス               | 1        | 1945 |
| ウニオン・サン・フェリペ         | 1        | 1971 |
| CDオヒギンス                     | 1        | 2013A |
| コブレサル                       | 1        | 2015C |

## 昇格・降格記録
| シーズン | チーム数 | 翌シーズンに2部に降格 | 翌シーズンに2部から昇格 |
| -------- | -------- | --- | --- |
| 1952     | 12       | なし | パレスティーノ, ランヘルス |
| 1953     | 14       | なし | なし |
| 1954     | 14       | Iberia | オヒギンス・ブレイデン |
| 1955     | 14       | ウニベルシダ・カトリカ | サン・ルイス |
| 1956     | 14       | サンティアゴ・モーニング | ウニベルシダ・カトリカ |
| 1957     | 14       | サン・ルイス | デポルテス・ラ・セレーナ |
| 1958     | 14       | グリーン・クロス | サン・ルイス |
| 1959     | 14       | デポルテス・ラ・セレーナ | サンティアゴ・モーニング |
| 1960     | 14       | マガジャネス | グリーン・クロス |
| 1961     | 14       | なし | ウニオン・ラ・カレーラ, ウニオン・サン・フェリペ, デポルテス・ラ・セレーナ, マガジャネス                                                                                      |
| 1962     | 18       | グリーン・クロス | コキンボ・ウニード |
| 1963     | 18       | オヒギンス | グリーン・クロス |
| 1964     | 18       | フェッロバドミントン | オヒギンス |
| 1965     | 18       | コキンボ・ウニード | フェッロバドミントン |
| 1966     | 18       | フェッロバドミントン | ウアチパト |
| 1967     | 18       | サン・ルイス | デポルテス・コンセプシオン |
| 1968     | 18       | ウニオン・サン・フェリペ | アントファガスタ |
| 1969     | 18       | サンティアゴ・モーニング | ロタ・シュワガー |
| 1970     | 18       | パレスティーノ | ウニオン・サン・フェリペ |
| 1971     | 18       | アウダス・イタリアーノ | ナバル |
| 1972     | 18       | エベルトン | パレスティーノ |
| 1973     | 18       | ウニベルシダ・カトリカ | デポルテス・アビアシオン |
| 1974     | 18       | ウニオン・ラ・カレーラ, ウニオン・サン・フェリペ | サンティアゴ・モーニング, エベルトン |
| 1975     | 18       | マガジャネス, オヒギンス | ウニベルシダ・カトリカ, デポルテス・オバージェ |
| 1976     | 18       | デポルテス・ラ・セレーナ, ナバル, ランヘルス | ニュブレンセ, オヒギンス, アウダックス・イタリアーノ |
| 1977     | 18       | アントファガスタ, デポルテス・オバージェ, サンティアゴ・ワンダラーズ | コキンボ・ウニード, ランヘルス, コブレロア |
| 1978     | 18       | ランヘルス, ウアチパト | サンティアゴ・ワンダラーズ, ナバル |
| 1979     | 18       | ニュブレンセ, サンティアゴ・モーニング | デポルテス・イキケ, マガジャネス |
| 1980     | 18       | グリーン・クロス・デ・テムコ, サンティアゴ・ワンダラーズ, ロタ・シュワガー, コキンボ・ウニード, デポルテス・アビアシオン                                                                      | サン・ルイス, ニュブレンセ, デポルテス・ラ・セレーナ |
| 1981     | 16       | ニュブレンセ, エベルトン, デポルテス・コンセプシオン, サン・ルイス | デポルテス・アリカ, サンティアゴ・モーニング, レギオナル・アタカマ, ランヘルス                                                                                                |
| 1982     | 16       | サンティアゴ・モーニング, デポルテス・ラ・セレーナ | A・フェルナンデス・バイアル, エベルトン, トランサルディーノ, ウニオン・サン・フェリペ, アントファガスタ, サンティアゴ・ワンダラーズ, ウアチパト, グリーン・クロス・デ・テムコ |
| 1983     | 22       | なし | コブレサル, サン・ルイス, コキンボ・ウニド, デポルテス・ラ・セレーナ |
| 1984     | 26       | コキンボ・ウニド, デポルテス・ラ・セレーナ, グリーン・クロス・デ・テムコ, トランサルディーノ, レギオナル・アタカマ, A・フェルナンデス・バイアル, アントファガスタ, サンティアゴ・ワンダラーズ | ウニオン・ラ・カレーラ, デポルテス・コンセプシオン |
| 1985     | 20       | デポルテス・アリカ, オヒギンス | トランサルディーノ, A・フェルナンデス・バイアル |
| 1986     | 18       | ウニオン・ラ・カレーラ, トランサルディーノ,マガジャネス, ウニオン・サン・フェリペ, アウダス・イタリアーノ                                                                                     | ロタ・シュワガー |
| 1987     | 16       | サン・ルイス, ランヘルス, ロタ・シュワガー | デポルテス・ラ・セレーナ, デポルテス・バルディビア, オヒギンス |
| 1988     | 16       | パレスティーノ, ウニベルシダ・デ・チレ | ランヘルス, ウニオン・サン・フェリペ |
| 1989     | 16       | デポルテス・バルディビア, ランヘルス, ウニオン・サン・フェリペ | ウニベルシダ・デ・チレ, パレスティーノ, サンティアゴ・ワンダラーズ |
| 1990     | 16       | ウアチパト, デポルテス・イキケ | プロヴィンシャル・オソルノ, コキンボ・ウニド, アントファガスタ |
| 1991     | 16       | プロヴィンシャル・オソルノ, サンティアゴ・ワンダラーズ | デポルテス・テムコ, ウアチパト |
| 1992     | 16       | ウアチパト, A・フェルナンデス・バイアル, コブレサル | プロヴィンシャル・オソルノ, デポルテス・イキケ, デポルテス・メリピージャ |
| 1993     | 16       | デポルテス・イキケ, デポルテス・コンセプシオン, デポルテス・メリピージャ | ランヘルス, コブレサル, レギオナル・アタカマ |
| 1994     | 16       | ランヘルス, コブレサル | デポルテス・コンセプシオン, ウアチパト |
| 1995     | 16       | デポルテス・ラ・セレーナ, エベルトン・デ・ビニャ・デル・マール | サンティアゴ・ワンダラーズ, アウダス・イタリアーノ |
| 1996     | 16       | オヒギンス, レギオナル・アタカマ | デポルテス・ラ・セレーナ, デポルテス・プエルト・モント |
| 1997     | 16       | ウニオン・エスパニョーラ, アントファガスタ | ランヘルス, デポルテス・イキケ |
| 1998     | 16       | サンティアゴ・ワンダラーズ, デポルテス・テムコ, プロヴィンシャル・オソルノ | コブレサル, オヒギンス, サンティアゴ・モーニング |
| 1999     | 16       | ランヘルス, デポルテス・ラ・セレーナ, コブレサル, デポルテス・イキケ | ウニオン・エスパニョーラ, サンティアゴ・ワンダラーズ, エベルトン, プロヴィンシャル・オソルノ                                                                                  |
| 2000     | 16       | エベルトン, プロヴィンシャル・オソルノ | ウニオン・サン・フェリペ, ランヘルス |
| 2001     | 16       | オヒギンス, デポルテス・プエルト・モント | デポルテス・テムコ, コブレサル |
| 2002     | 16       | デポルテス・コンセプシオン, サンティアゴ・モーニング | デポルテス・プエルト・モント, ウニベルシダ・デ・コンセプシオン |
| 2003     | 16       | なし | エベルトン, デポルテス・ラ・セレーナ |
| 2004     | 18       | なし | デポルテス・メリピージャ, デポルテス・コンセプシオン |
| 2005     | 20       | ウニオン・サン・フェリペ, デポルテス・テムコ, デポルテス・メリピージャ | サンティアゴ・モーニング, アントファガスタ, オヒギンス |
| 2006     | 19       | サンティアゴ・モーニング, ランヘルス | デポルテス・メリピージャ, ニュブレンセ, ロタ・シュワガー |
| 2007     | 21       | コキンボ・ウニド, サンティアゴ・ワンダラーズ, ロタ・シュワガー, デポルテス・プエルト・モント                                                                                                  | プロヴィンシャル・オソルノ, ランヘルス, サンティアゴ・モーニング |
| 2008     | 20       | デポルテス・コンセプシオン, デポルテス・メリピージャ, プロヴィンシャル・オソルノ,アントファガスタ                                                                                             | クリコー・ウニド, ムニシパル・イキケ |
| 2009     | 18       | ムニシパル・イキケ, ランヘルス, クリコー・ウニド | ウニオン・サン・フェリペ, サンティアゴ・ワンダラーズ, サン・ルイス |
| 2010     | 18       | サン・ルイス, エベルトン | ムニシパル・イキケ, ウニオン・ラ・カレーラ |
| 2011     | 18       | ニュブレンセ, サンティアゴ・モーニング | アントファガスタ, ランヘルス |
| 2012     | 18       | ウニベルシダ・デ・コンセプシオン, ウニオン・サン・フェリペ, デポルテス・ラ・セレーナ | サン・マルコス, エベルトン, ニュブレンセ |
| 2013     | 18       | サン・マルコス | ウニベルシダ・デ・コンセプシオン |
| 2013-14  | 18       | エベルトン, ランヘルス | サン・マルコス, Barnechea |
| 2014-15  | 18       | Barnechea, CDコブレロア, ニュブレンセ | サン・ルイス |
| 2015-16  | 16       | ウニオン・ラ・カレーラ, サン・マルコス | デポルテス・テムコ, エベルトン |
| 2016-17  | 16       | コブレサル | クリコー・ウニド |
| 2017     | 16       | サンティアゴ・ワンダラーズ | ウニオン・ラ・カレーラ |
| 2018     | 16       | サン・ルイス, デポルテス・テムコ | コキンボ・ウニド, コブレサル |
| 2019     | 16       | なし | サンティアゴ・ワンダラーズ, デポルテス・ラ・セレーナ |
| 2020     | 18       | デポルテス・イキケ, コキンボ・ウニド, ウニベルシダ・デ・コンセプシオン | ニュブレンセ, デポルテス・メリピージャ |
| 2021     | 17       | サンティアゴ・ワンダラーズ, デポルテス・メリピージャ | コキンボ・ウニド |
| 2022     | 16       | デポルテス・ラ・セレーナ, デポルテス・アントファガスタ | マガジャネス, デポルテス・コピアポ |